# からかい
からかいはエイの干物の山形県での呼び名。秋田県や北海道ではかすべとも呼ばれる。青森県や北海道ではかすぺと呼ばれることもある。からかいを用いた山形県の郷土料理からかい煮についても本項で記す。

## 概要
ガンギエイ目ガンギエイ科の魚はカスベと呼ばれることも多く、青森ではカスペと呼ばれている。カスベ、カスペの語源は「かす」であり料理しても美味くないからだと言われている。実際には、青森では唐揚げや「カリっと揚げ」と呼ばれる揚げ物料理として軟骨まで食されている。
からかいは、カスベのひれの軟骨部分を干したものであり、鮮魚が手に入りにくい時代は貴重なご馳走として正月、お盆や祝い事、祭りの際に古くから食べられていた。もともとは塩引き鮭や棒鱈などと共に北海道から伝わったもので、「十把一絡げ」から「からげ」と呼ばれていたが「からかい」と名称が変化していった。山形県内でも庄内地方では「からげ」の名称が残っている。

## からかい煮
からかい煮は山形県の郷土料理。
からかい（干物）を1日から3日かけて水で戻し、骨が柔らかくなるまで水煮した後に、調味料で煮込む。なお、からかいを戻す際には水よりも米のとぎ汁を用いたほうが干物のうま味も残ると共に渋みも薄れる。コラーゲンと軟骨という異なる食感が楽しめる。ゼラチン質も多いため、煮汁が冷めると煮凝りができ、ご飯のおかずとしても適する。
冷めても美味い上に日持ちもするため、お茶うけとしても利用されている。
上述のように調理に時間を要するため、家庭でつくられることは少なくなってきているが、スーパーマーケットなどでは「からかい煮」の販売が行われている。